# サーリセルカ
サーリセルカ（フィンランド語: Saariselkä）は、フィンランドにある村である:5。

## 概要

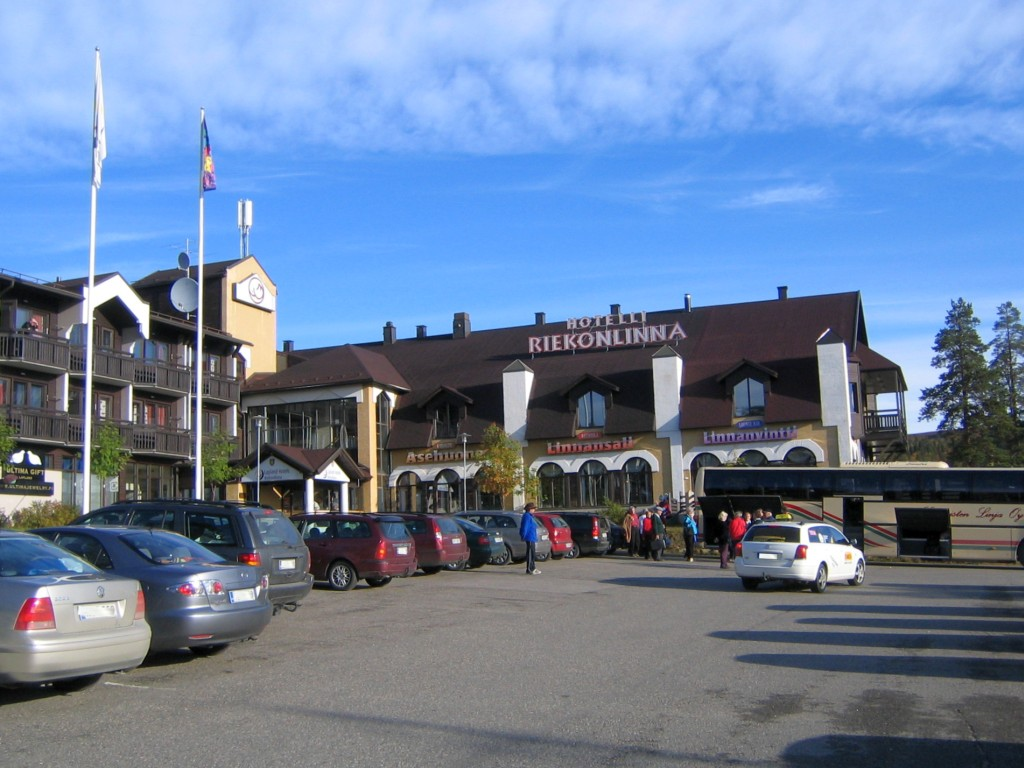
ラップランド・ホテル・リエコンリンナ

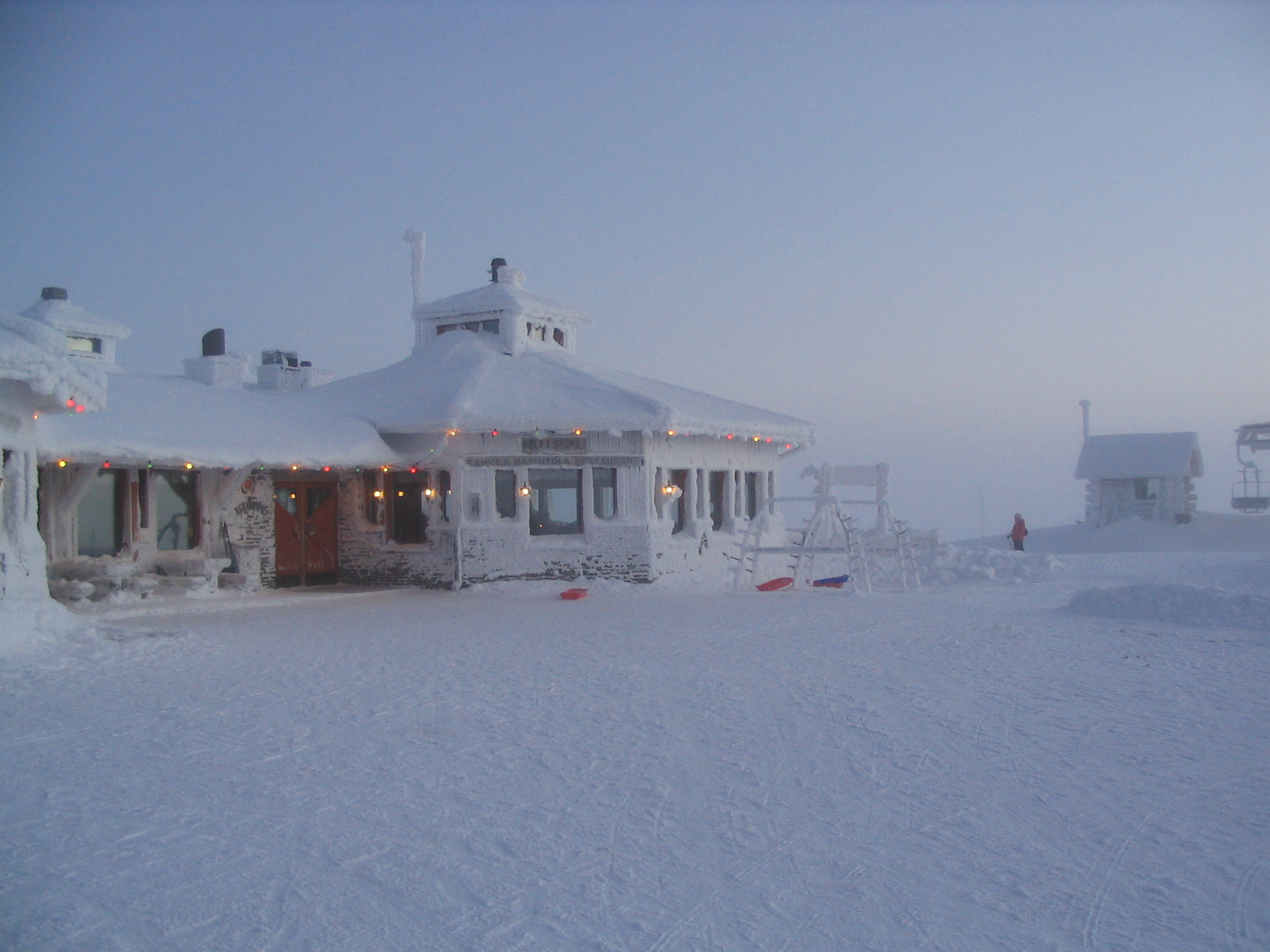
レストラン・フィップ

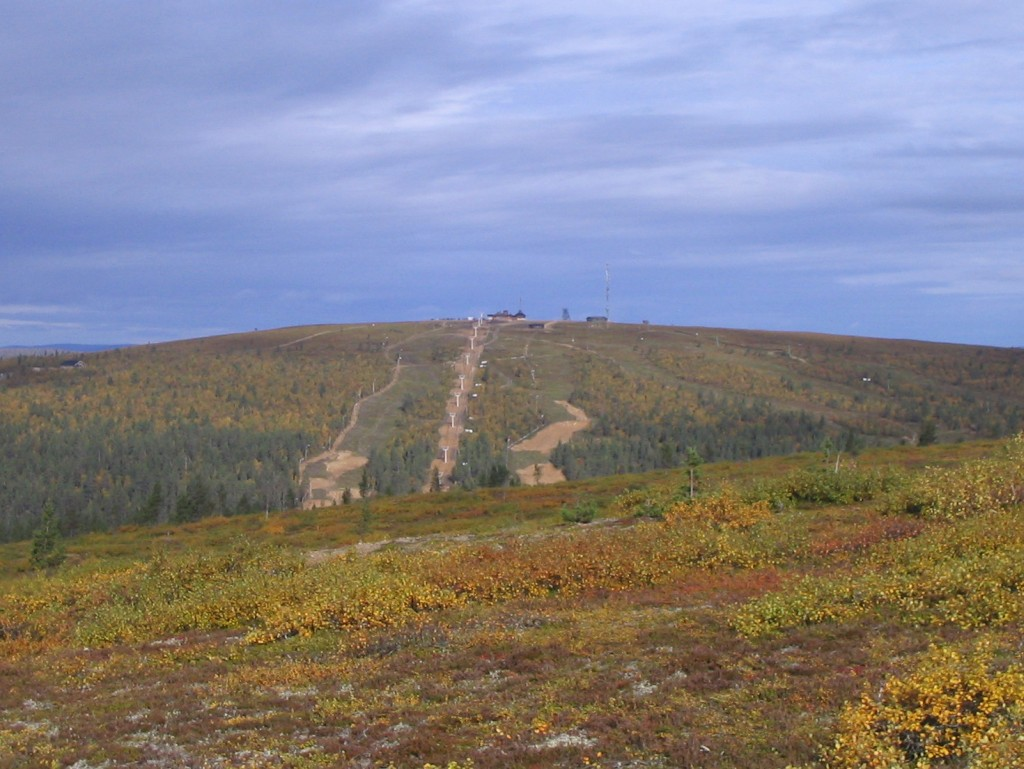
カウニスパーの丘

ラップランドの北部に所在する。北極圏に位置する。ラッピ県のイナリに属する。欧州自動車道路のE75号線の沿いにある。観光保養地として知られている。
ウルホ・ケッコネン国立公園の北西端に隣接し、同国立公園への入口の1つでもある。オーロラが鑑賞できる場所としても知られる。人口は311人であり、そのうち男性が157人、女性が154人である（2018年12月31日時点）。郵便番号は99830であり、市外局番は016である。
サーリセランティ通り (Saariseläntie) の5番地には、レストラン・テーレンペサ (Teerenpesä) があり、7番地には、ホリデークラブ・サーリセルカ (Holiday Club Saariselkä) が、13番地には、ラップランド・ホテル・リエコンリンナ (Lapland Hotels Riekonlinna) がある。カウニスパーの丘 (fi:Kaunispää) は438メートルの標高をもち、頂上付近にはレストラン・フィップ (Kaunispään Huippu) がある。

## 歴史

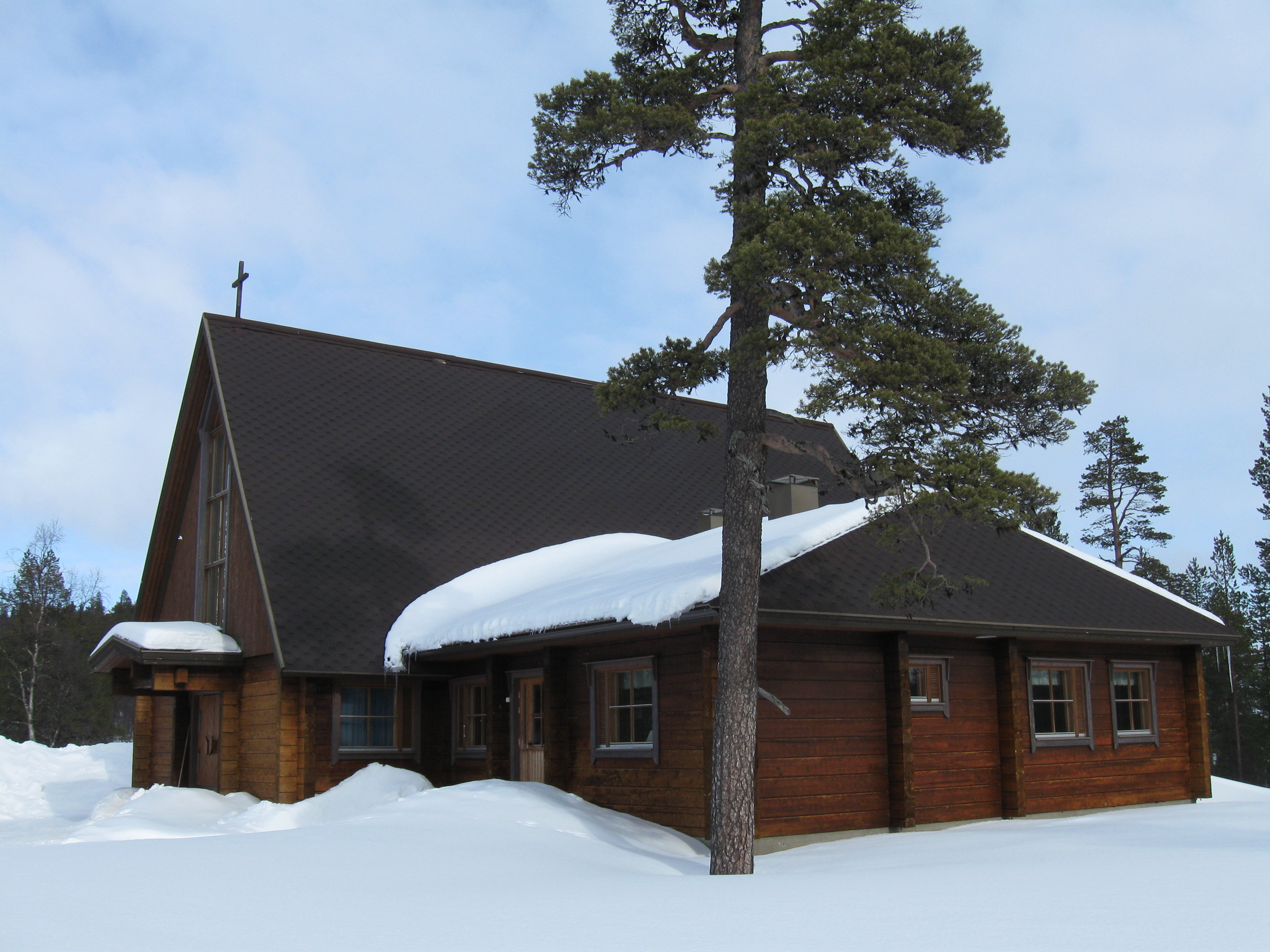
聖パウロ礼拝堂

1950年代末期から1960年代初期の頃に、著作家のクレルヴォ・ケンッピネンによる著作物や自然保護に関する論争によって、当地の名が一般に広められていった。1961年、フィンランド自然保護協会らは、当地での森林伐採を防止し、自然を保護する取り組みを開始した。1968年、フィンランド銀行によって山小屋が建てられる。新築を祝うセレモニーには、当時同銀行の総裁を務めていたマウノ・コイヴィストらが列席している。
1996年、聖パウロ礼拝堂 (fi:Saariselän tunturikappeli) が創設される。2013年2月16日、アングリーバードアクティビティーパーク (Angry Birds Activity Park) が開設される。2017年12月6日、スター・アークティックホテル (Star Arctic Hotel) がカウニスパーの丘に開設される。